# Skate America 1983
Navigation
Édition précédente Édition suivante
Le Skate America est une compétition internationale de patinage artistique qui se déroule du 10 au 16 octobre 1983 à la War Memorial Arena de Rochester (New York) aux États-Unis. Il accueille des patineurs amateurs de niveau senior dans quatre catégories: simple messieurs, simple dames, couple artistique et danse sur glace.
Le quatrième Skate America est organisé à l'automne 1983 à la Rochester War Memorial Arena de Rochester dans l’État de New York. 
Le 1er septembre 1983, un avion de chasse soviétique abat un avion de ligne sud-coréen lors du vol Korean Air Lines 007, avec près de deux cent soixante-neuf passagers et membres d'équipage à bord. Au lendemain de cet événement mondial dramatique, les patineurs soviétiques se retirent de la compétition de St. Ivel en Grande-Bretagne, mais aussi du Skate America à la dernière minute, sachant que Rochester est le siège de Kodak, dont plusieurs membres du personnel ont perdu la vie sur l'avion de ligne coréen.

## Résultats

### Messieurs
| Rang    | Nom              | Pays                 | Points | Fig. impo. | Prog. court | Prog. libre |
| ------- | ---------------- | -------------------- | ------ | ---------- | ----------- | ----------- |
| 1       | Brian Boitano    | États-Unis           | 2.0    | 1          | 1           | 1           |
| 2       | Rudi Cerne       | Allemagne de l'Ouest | 5.0    | 2          | 2           | 3           |
| 3       | Bobby Beauchamp  | États-Unis           | 7.6    | 4          | 3           | 4           |
| 4       | Masaru Ogawa     | Japon                | 8.4    | 8          | 4           | 2           |
| 5       | Fernand Fédronic | France               | 8.8    | 3          | 5           | 5           |
| 6       | Gordon Forbes    | Canada               | 12.0   | 5          | 5           | 7           |
| 7       | Scott Williams   | États-Unis           | 13.2   | 6          | 9           | 6           |
| 8       | Kevin Parker     | Canada               | 16.2   | 9          | 7           | 8           |
| 9       | Lars Åkesson     | Suède                | 17.4   | 7          | 8           | 10          |
| 10      | Thomas Hlavik    | Autriche             | 20.2   | 12         | 10          | 9           |
| 11      | Cameron Medhurst | Australie            | 21.8   | 10         | 12          | 11          |
| 12      | Miljan Begović   | Yougoslavie          | 23.8   | 11         | 13          | 12          |
| Abandon | Petr Barna       | Tchécoslovaquie      |        | 13         | 11          |             |

### Dames
| Rang    | Nom                  | Pays                 | Points | Fig. impo. | Prog. court | Prog. libre |
| ------- | -------------------- | -------------------- | ------ | ---------- | ----------- | ----------- |
| 1       | Tiffany Chin         | États-Unis           | 2.0    | 1          | 1           | 1           |
| 2       | Jill Frost           | États-Unis           | 6.6    | 4          | 3           | 3           |
| 3       | Kelly Webster        | États-Unis           | 7.6    | 3          | 2           | 5           |
| 4       | Manuela Ruben        | Allemagne de l'Ouest | 9.4    | 5          | 6           | 4           |
| 5       | Cynthia Coull        | Canada               | 11.0   | 9          | 9           | 2           |
| 6       | Katrien Pauwels      | Belgique             | 11.6   | 6          | 5           | 6           |
| 7       | Sanda Dubravčić      | Yougoslavie          | 12.4   | 2          | 8           | 8           |
| 8       | Claudia Villiger     | Suisse               | 12.8   | 7          | 4           | 7           |
| 9       | Catarina Lindgren    | Suède                | 18.2   | 8          | 11          | 9           |
| 10      | Elise Ahonen         | Finlande             | 22.2   | 14         | 7           | 11          |
| 11      | Maria Geiler-Haylock | Royaume-Uni          | 23.6   | 11         | 10          | 13          |
| 12      | Vicki Marie Holland  | Australie            | 24.4   | 16         | 12          | 10          |
| 13      | Monica Lipson        | Canada               | 25.4   | 13         | 14          | 12          |
| 14      | Yukiko Okabe         | Japon                | 28.2   | 15         | 13          | 14          |
| 15      | Parthena Sarafidis   | Autriche             | 28.2   | 12         | 15          | 15          |
| Abandon | Hanne Gamborg        | Danemark             |        | 10         |             |             |

### Couples
| Rang | Nom                                 | Pays       | Points | Prog. court | Prog. libre |
| ---- | ----------------------------------- | ---------- | ------ | ----------- | ----------- |
| 1    | Kitty Carruthers / Peter Carruthers | États-Unis | 1.4    | 1           | 1           |
| 2    | Jill Watson / Burt Lancon           | États-Unis | 2.8    | 2           | 2           |
| 3    | Melinda Kunhegyi / Lyndon Johnston  | Canada     | 4.6    | 4           | 3           |
| 4    | Gillian Wachsman / Robert Daw       | États-Unis | 5.2    | 3           | 4           |
| 5    | Katherina Matousek / Lloyd Eisler   | Canada     | 7.0    | 5           | 5           |
| 6    | Toshimi Ito / Takashi Mura          | Japon      | 8.4    | 6           | 6           |

### Danse sur glace
| Rang | Nom                               | Pays            | Points | Danses imposées | Danse originale | Danse libre |
| ---- | --------------------------------- | --------------- | ------ | --------------- | --------------- | ----------- |
| 1    | Elisa Spitz / Scott Gregory       | États-Unis      | 2.0    | 1               | 1               | 1           |
| 2    | Kelly Johnson / John Thomas       | Canada          | 4.0    | 2               | 2               | 2           |
| 3    | Wendy Sessions / Stephen Williams | Royaume-Uni     | 6.0    | 3               | 3               | 3           |
| 4    | Jindra Hola / Karol Foltan        | Tchécoslovaquie | 8.6    | 5               | 4               | 4           |
| 5    | Nathalie Hervé / Pierre Béchu     | France          | 9.8    | 4               | 6               | 5           |
| 6    | Renee Roca / Donald Adair         | États-Unis      | 11.6   | 6               | 5               | 6           |
| 7    | Noriko Sato / Tadayuki Takahashi  | Japon           | 15.0   | 8               | 8               | 7           |
| 8    | Susan Wynne / Joseph Druar        | États-Unis      | 15.0   | 7               | 7               | 8           |
| 9    | Karen Taylor / Robert Burk        | Canada          | 18.0   | 9               | 9               | 9           |

## Sources
- Patinage Canada registre des résultats
- (en) « The 1983 Skate America International Competition », sur skateguard1.blogspot.com
- (en) « SKATE AMERICA '83 », sur usfsa.xmlmanager.qg.com